# 現代思潮新社
株式会社現代思潮新社（げんだいしちょうしんしゃ）は、日本の出版社。2025年9月末に廃業を予定している（後述）。

## 概要
1957年（昭和32年）に、石井恭二が現代思潮社として創業した。「良俗や（戦後民主主義者や進歩的文化人のような）進歩派と逆行する『悪い』本を出す」をモットーに、石井の親友である東京大学の森本和夫をブレーンとし、東京大学文学部でマルキ・ド・サドを卒業論文としたことから白眼視され、アカデミズムから疎外されていた澁澤龍彦を起用し、サドの『悲惨物語 ユージェニー・ド・フランヴァル』を最初の一冊目として刊行した。
その後も「既存左翼」や「芸術良民」が眉をひそめるような本を刊行し、とりわけ当時の左翼にとってタブーだったレフ・トロツキーの全集を、対馬忠行編纂で1961年（昭和36年）から刊行した。更にニコライ・ブハーリンやローザ・ルクセンブルクらの著書を刊行。これら反スターリン主義の古典、埴谷雄高、吉本隆明、武井昭夫らの新左翼系の思想書籍を始め、ドイツやフランス、そして澁澤の哲学などの著作を刊行した。
1961年（昭和36年）には、清水幾太郎の責任編集で、清水が主宰する現代思想研究会の機関誌『現代思想』を刊行。研究会メンバーでブントの香山健一や北小路敏らや反安保の評論家らが寄稿。翌1962年（昭和37年）には『白夜評論』を石井の編集で刊行している。これはモーリス・ブランショやベルトルト・ブレヒトの翻訳など哲学、文芸色が濃いものだったが、元ブントで当時は政治結社「犯罪者同盟」の最高幹部だった平岡正明が数度寄稿し、最終号である第7号（12月号）では、サド裁判（悪徳の栄え事件）の報告と谷川雁の大正鉱業闘争への連帯の表明が中心となるものだった。
赤瀬川原平からは、内容の難解さと装丁にちなみ「黒難解」と呼ばれていた。なお「白――」の方は、みすず書房刊行書籍を指す。

### 古典文庫シリーズ
社主・石井の「岩波文化・講談社文化打倒」のモットーの下、1967年（昭和42年）より「古典文庫」のシリーズを創刊する。このシリーズは澁澤龍彦が作成したリストに則るもので、埋もれた古典・岩波のような、大手出版社が出すのを躊躇する古典が集められたものだった。
翻訳は、各地の学者が個人的に既に行っていたものも多く、彼らから歓迎を受け、スムーズに作業が進むかと思われたが、翻訳文学界の重鎮らの嫌・現代思潮社/澁澤感情から、若い学者に対して圧力をかけられ、翻訳の提供を妨害されるなどの苦労もあったという。
その後、日本古典の「新撰日本古典文庫」シリーズを刊行。古典のなかでも、『古事談』『陸奥話記』等の地味な作品の翻刻を刊行している。1970年（昭和45年）から、内村剛介を編集主幹に招き、ロシア文学を主要なテーマとする文芸誌『初原』（〜1971年）と「ロシア群書」シリーズを刊行。

### 美学校
1969年（昭和44年）に美学校を設立し、前衛芸術の拠点にもなった。この時期は、先鋭的で刺激的なイメージから、社員募集に何百人もの若者が応募してきたという。1975年（昭和50年）に、現代思潮社は学校経営から離れた。

### 現代思潮新社
1996年（平成8年）に石井が経営を離れ、2000年（平成12年）に、現代思潮新社と名称を改めた。
同社は2025年（令和7年）7月15日までに自社のホームページ上に、社員一同名義による『廃業のお知らせ』を掲載し、「諸般の事情により」同年9月末に廃業すると発表した。また、この中で「かねてより石井恭二が念願としていた『出版社としての死滅』を成就、石井との約束を果たすことができ、万感の思いを感じております」と表明した。

## サド裁判
1959年に澁澤の訳でマルキ・ド・サドの『悪徳の栄え・続』を刊行。1960年4月、警視庁生活安全部保安課によってわいせつ文書として押収され、1961年8月、石井と渋沢は起訴された。サド裁判は1969年10月まで9年間にわたって法廷で争われた。

## 東京行動戦線
1965年に石井の肝いりで、山口健二、川仁宏、笹本雅敬、そして当時現代思潮社の編集者だった松田政男などが結成した無政府主義者組織。同名の機関紙も発行していた。日韓条約反対デモでアンモニア瓶を投げつけようとしたかどで松田、山口らが逮捕され、雲集霧散した。
この「東京行動戦線」の名が一躍一般に有名になったのは約10年後の連続企業爆破事件の捜査が報道された際で、「東京行動戦線」から派生した「ベトナム反戦直接行動委員会」（笹本らが結成）と「レボルト社」（松田らが結成）の中から東アジア反日武装戦線の斎藤和、佐々木規夫が割り出されて、逮捕につながった、と報じられたことによる。